# Avenue de la Porte-Brunet
L'avenue de la Porte-Brunet est une voie du 19e arrondissement de Paris, en France.

## Situation et accès
L'avenue de la Porte-Brunet est une voie située dans le 19e arrondissement de Paris. Elle débute au 94, boulevard Sérurier et se termine au 4, rue des Marchais.

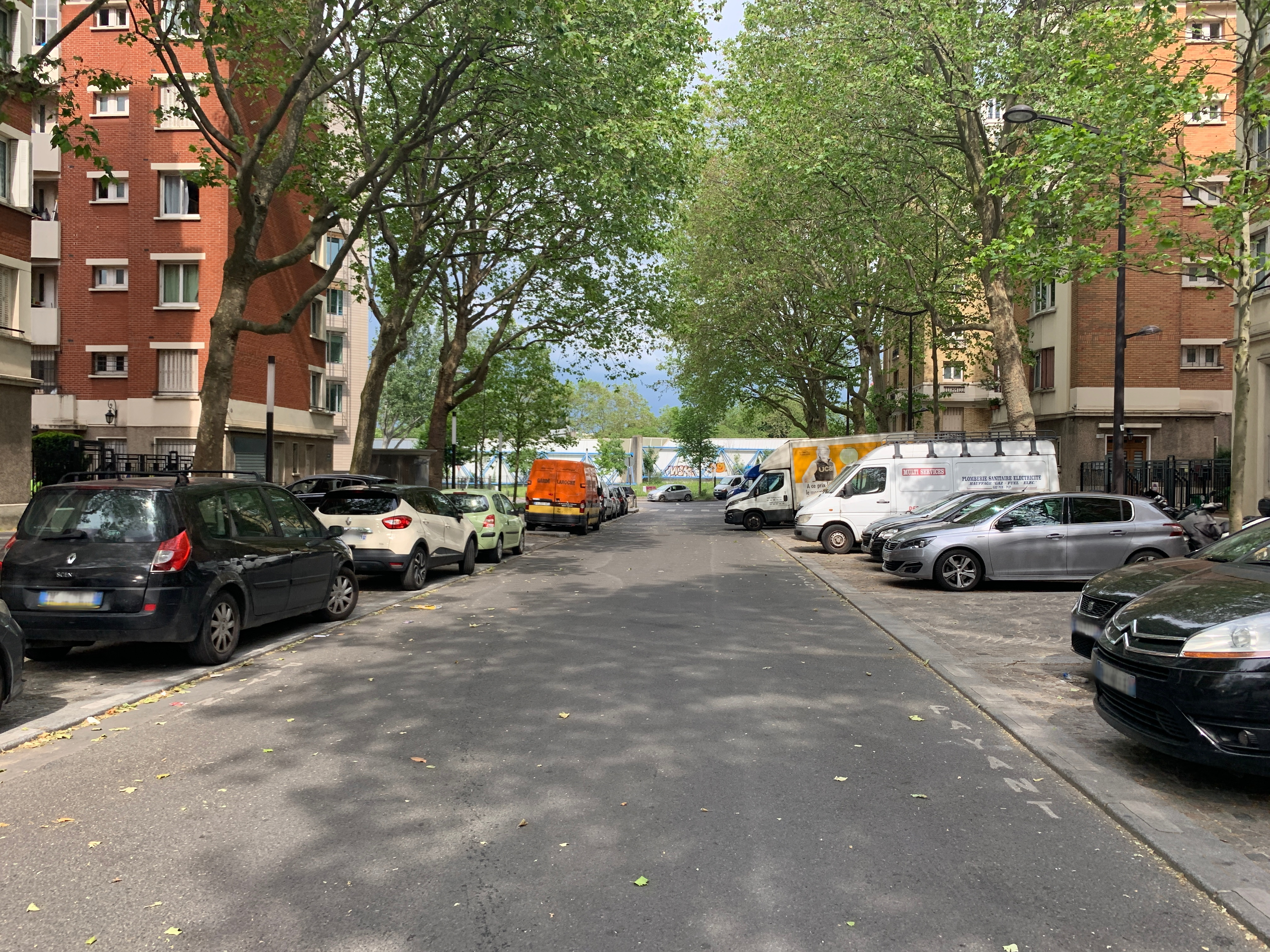
L'avenue en juin 2021.
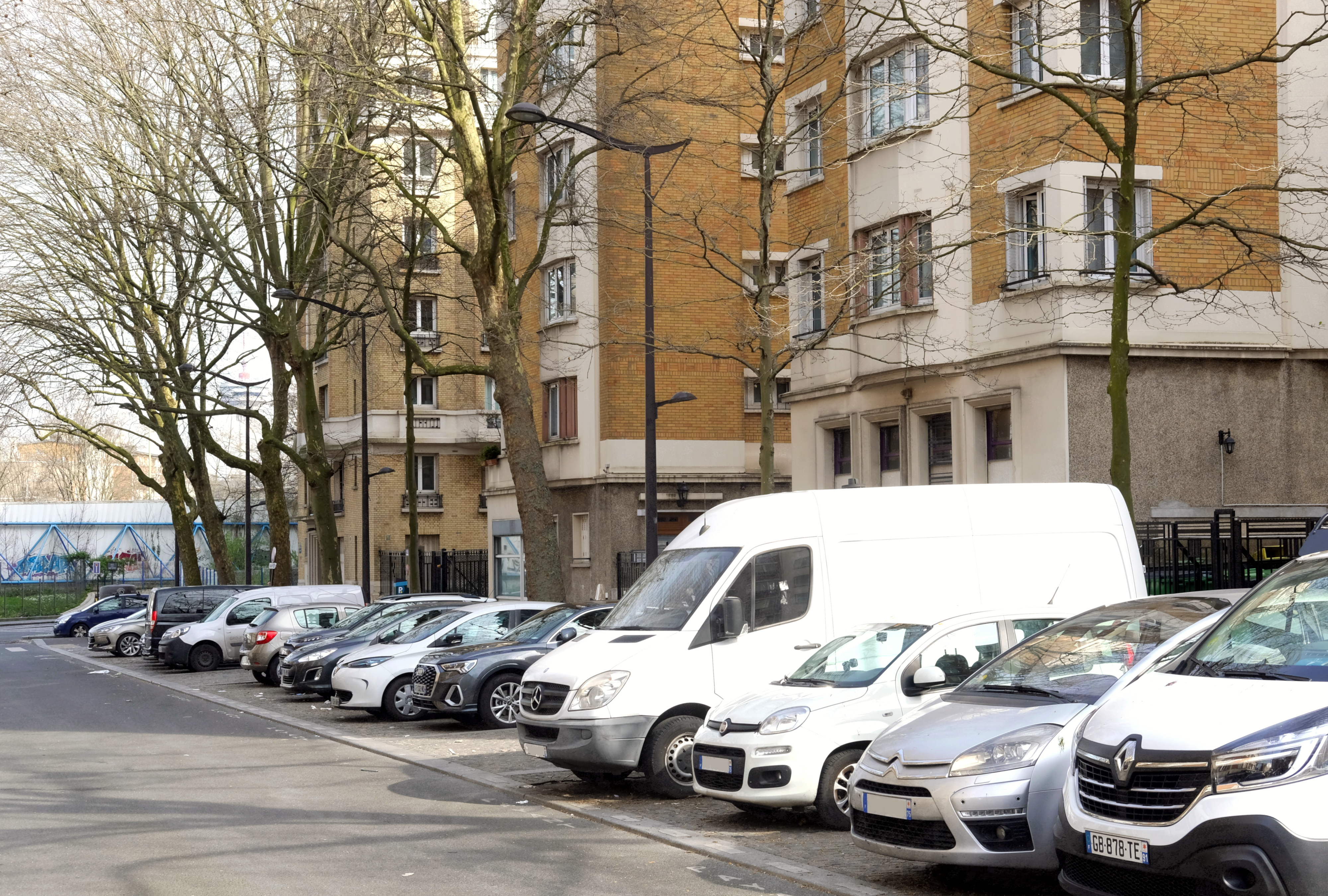
L'avenue à son extrémité orientale, près de la rue des Marchais.

## Origine du nom
Elle porte ce nom car elle est située en partie sur l'emplacement de l'ancienne porte Brunet de l'enceinte de Thiers à laquelle elle mène.

## Historique

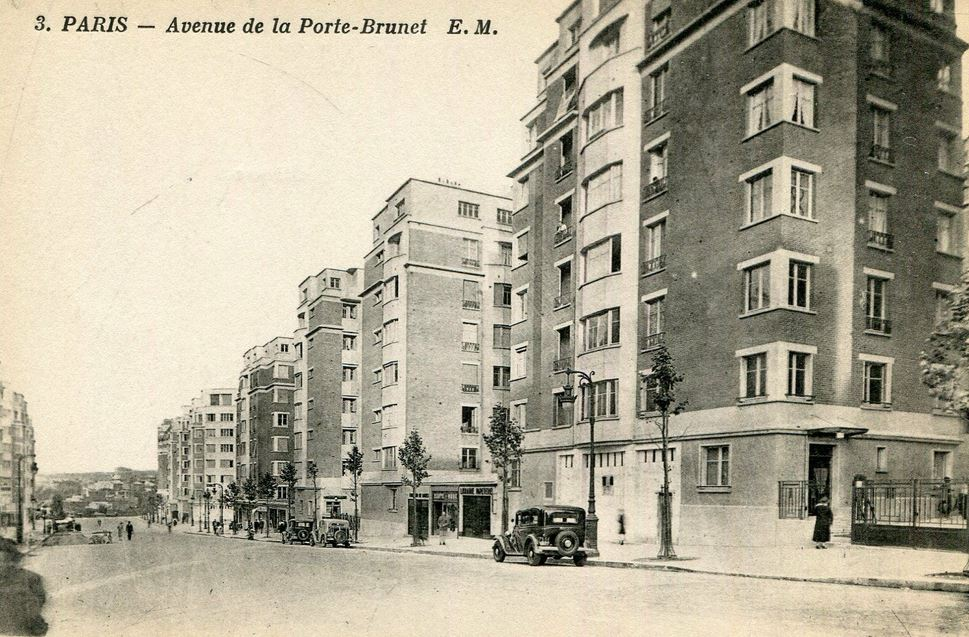
Avenue de la Porte-Brunet au début des années 1930.

La voie a été créée en 1931 et a été aménagée entre les bastions nos 22 et 23 de l'enceinte de Thiers.
L'extrémité orientale de cette voie fut considérablement modifiée avec l'aménagement du boulevard périphérique. De nos jours cette voie est en impasse contre un mur d'isolation phonique de l'anneau routier et seul un petit passage souterrain en dénivelé permet de le franchir. Jadis, existait ici un point d'entrée important de la ville du Pré-Saint-Gervais. L'avenue de la Porte-Brunet se divisait en trois branches, connectant trois rues de la commune voisine. Vestige de ce passé, la rue des Marchais est un reliquat de cette connexion interrompue avec la rue Émile-Augier, côté gervaisien.